# Roddy White
(en) Statistiques sur pro-football-reference
Sharod « Roddy » Lamor White, né le 2 novembre 1981 à Charleston (Caroline du Sud), est un joueur américain de football américain évoluant au poste de wide receiver.

## Biographie

### Carrière universitaire
Étudiant à l'Université d'Alabama à Birmingham, il joue pour les Blazers de l'UAB.

### Carrière professionnelle
Roddy White est drafté en 2005 à la 27e place (premier tour) par les Falcons d'Atlanta.
Le 2 mars 2016, la franchise le libère après onze saisons. Roddy White annonce officiellement sa retraite en tant que joueur un an plus tard, le 14 avril 2017.